# Ludwig Heinrich Hollaender
Ludwig Heinrich Hollaender  (* 4. Februar 1833 in Leobschütz; † 14. März 1897 in Halle (Saale)) war ein Begründer der Zahnheilkunde in Deutschland. Er war Professor für Zahnheilkunde in Halle. Er sah den Schwerpunkt in der Zahnerhaltung, an Stelle des seiner Zeit üblichen Zähneziehens. 
Er war der Sohn von Benjamin Hollaender (1809–1884) (eigentlich: Benjamin Rachel 1837 Namensänderung in Holländer) und dessen Frau Helene geb. Bruck (1812–1876).

## Leben
Er ging in seinem Heimatort ab 1851 zum Gymnasium. Seine Ausbildung als Mediziner erhielt er in Würzburg und Breslau, wo ihn Friedrich Theodor von Frerichs auf die Zahnheilkunde hinwies. Größeren Einfluss hatte auch der Breslauer Arzt Leopold Auerbach, bei dem er seine spätere Frau kennenlernte. 1856 wurde er promoviert. Im Jahr darauf heiratet er Bertha Hess und ging mit ihr in den Oranje-Freistaat, wo Verwandte seiner Frau – die Familie Mosenthal – bereits lebten. 
1865 kehrte die Familie nach Deutschland zurück, und er praktizierte in Berlin. Dort wandte er sich auch den Zahnheilkunde zu, die er unter anderem in London erlernte. Ab 1866 veröffentlichte er zahlreiche Aufsätze über seine Zeit in Südafrika. Im Deutschen Krieg von 1866 arbeitete er im Johanniter-Reserve-Lazarett im sächsischen Zittau, wo er die verwundeten Österreicher versorgte. Dafür wurde er mit dem Ritterkreuz des k.u.k. Franz-Joseph-Ordens ausgezeichnet. Auch während des Krieges 1870/71 war er als Arzt tätig.
Im Februar 1873 habilitierte sich Holländer an der Universität zu Halle im Fach Chirurgie und hielt seine Antrittsvorlesung zu dem Thema: "De dentium ex ordine rodentium structura penitiori". Im Jahre 1878 erhielt der Mediziner den Professorentitel in Halle aber keine besoldete Professur. So lebte er bis zu seinem Tod von seiner ärztlichen Praxis. 1880 legte der Universität ein Studienprogramm für Zahnmedizin vor. Es dauerte noch bis 1883 bis in zwei Räumen die erste Universitätszahnklinik Deutschlands entsteht. 1881 lehnte er eine Professur an der Universität Genf ab. 1896 ließ er sich wegen seines Rheumatismus von der Klinikleitung entbinden.
Er war Mitglied der Leipziger Freimaurerloge Balduin zur Linde.

## Familie
Er heiratete 1857 Bertha Hess Tochter des Großherzoglichen Landrabbiners Dr. Mendel Hess und seiner Frau Henriette. Das Paar hatte folgende Kinder:
Ludwig, Georg und Eugen sowie die Tochter Johanna.

## Werke
- Tomes,  »Manual of dental anatomy«; (Übersetzung 1881)
- Kingsley »Die Anomalien der Zahnstellung und die Defekte des Gaumens«; (Übersetzung 1881)
- Quinby, »Zahnärztliche Praxis«, nach , (Übersetzung 1884)
- „Die Extraktion der Zähne“; 1878
- "Die Zahnheilkunde und ihre Bedeutung für Laien und Ärzte", Berlin 1861
- "Das Füllen der Zähne mit Gold und anderen Materialien", Leipzig 1885
- Beiträge zu Albert Eulenburgs Real-Encyclopädie der gesammten Heilkunde. Erste Auflage.
  - Band 15 (1883) (Digitalisat), S. 25–45: Zahnoperationen